# Inversió en valor
La inversió en valor és un paradigma d'inversió que generalment implica la compra de valors que cotitzen a un preu baix segons l'anàlisi fonamental.

## Història
Es deriva de les idees sobre la inversió que Benjamin Graham i David Dodd van començar a ensenyar a Columbia Business School el 1928 i posteriorment van desenvolupar en el seu llibre Security Analysis (1934). En aquest llibre, els autors introdueixen el concepte de marge de seguretat, que suposa invertir centrant-se en la compra de valors a un preu inferior al seu valor intrínsec.
Més endavant, Graham va publicar la primera edició de The Intelligent Investor (1949), on desenvolupava les tesis introduïdes al llibre anterior. Concretament, recomanava la compra de valors amb beneficis estables, baixa ràtio preu / valor comptable, baixa ràtio preu / beneficis i poc deute (en comparació amb altres empreses de similars característiques).
Graham va tenir diversos deixebles que van adoptar el seu mètode d'inversió i, amb el pas dels anys, en van fer petites adaptacions. Entre els alumnes més coneguts podem trobar inversors d'èxit com Irving Kahn, Walter Schloss, Christopher H. Browne o Warren Buffett.
Per a adaptar-se als nous temps, una de les primeres adaptacions va ser considerar que el valor comptable, utilitzat per a calcular la ràtio preu / valor comptable, havia d'incloure en alguns casos també els actius intangibles de l'empresa (com patents, marques registrades, llicencies o franquícies) i no només els tangibles.
Una altra adaptació consisteix en utilitzar la ràtio preu / flux de caixa en comptes de la ràtio preu / beneficis, ja que aquests els beneficis són més fàcilment manipulables de manera comptable.
Finalment, l'inversor Warren Buffet, influenciat per les tesis del seu soci Charlie Munger, ha expandit el concepte d'inversió en valor per a incloure no només les empreses que cotitzin a preus molt baixos si no centrar-se en aquelles que presentin un ampli i sostenible avantatge competitiu encara que cotitzin a preus més alts.